# Ramón López (musicien)
Pour les articles homonymes, voir Ramón López et López.
Ramón López est un batteur espagnol résidant en France depuis 1985.

## Biographie
Autodidacte, il débute à la batterie dans des groupes de rock dans les années 1970. Un concert de Max Roach auquel il assiste à Madrid en 1980 aura une influence définitive sur son parcours musical. Il s'oriente vers le jazz puis part en janvier 1985 s'installer à Paris où il se fait bientôt connaître sur la scène expérimentale. 
Il enregistre plusieurs albums dans les années 1990 avec François Cotinaud dont il a intégré le quartet en 1985 : Princesse (1990), Pyramides (1992), Opéra (1993, en duo).
En parallèle, il entreprend l'étude des percussions indiennes et plus spécifiquement des tablas. Il suit l'enseignement de Krishna Govinda K.C. puis de Sri Subhankar Banerjee et sera professeur de musique indienne au C.N.S.M. de Paris de 1994 à 2001.
Il se passionne également pour le flamenco, introduit un cajón - en plus des tablas - dans son set de batterie et collabore avec Carmen Linares, Esperanza Fernández, Inés Bacán (La Cité invisible, 2003), Gerardo Núñez, Rafael de Utrera, Chano Domínguez... 
Membre du septet de Claude Tchamitchian, il enregistre avec cet ensemble l'album Lousadzak en 1994. On le retrouve également sur l'album du New Lousadzak, Human Songs, en 2006. Il se lie d'amitié avec le saxophoniste Jean-Marc Padovani avec lequel il enregistre notamment Jazz Angkor (1998).
De 1997 à 2000, il fait partie de l'Orchestre National de Jazz dirigé par Didier Levallet. Il y côtoie, entre autres, Sophia Domancich que l'on retrouve ensuite sur son album Flowers of Peace (2005, avec Joëlle Léandre) et qui l'invite en 2011 sur son Snakes and Ladders. 
C'est également en 1997 qu'il enregistre son premier album solo, Eleven Drums Songs, sur le label Leo Records. Sur le même label qu'en 2000, il publie Songs Of The Spanish Civil War, une saisissante réinterprétation free des chants républicains espagnols, avec Thierry Madiot au trombone, Daunik Lazro au saxophone, Paul Rogers à la contrebasse et Beñat Achiary au chant. Deux ans plus tard, c'est un hommage à la fois sincère et irrévérencieux à Rahsaan Roland Kirk qu'il propose avec Duets 2 Rahsaan Roland Kirk où l'on retrouve Thierry Madiot, Beñat Achiary, mais aussi Joëlle Léandre, Noël Akchoté, Emmanuel Bex...  et, moins jazz, le joueur de guembri et chanteur marocain Majid Bekkas. En 2007, toujours chez Leo Records, il publie son second album solo, ou plus exactement en duo avec des portes enregistrées par le tromboniste finlandais Teppo Hauta-Aho, Swinging Doors. 
Homme de collaborations au long cours, Ramón López allie souvent travail et relations amicales. Il en résulte une somme de parcours croisés où l'on retrouve des partenaires fidèles au fil du temps. Ainsi le retrouve-t-on fréquemment - outre les musiciens déjà cités - en compagnie des pianistes Christine Wodrascka (deux albums en duo), Bruno Angelini avec qui il enregistre Silent Cascade (Konnex 2006), New York Session (Sans Bruit 2008), Sweet Raws Suite Etcetera (Sans Bruit 2010), Ivo Perelman, Baldo Martínez, Agustí Fernández, Barry Guy... 
Avec ces deux derniers, il forme un trio qui rencontre un accueil très favorable et enregistre plusieurs albums : Aurora (2006),  Morning Glory (2010), A Moment's Liberty (2013), tous chez Maya Recordings. 
Avec Majid Bekkas et le pianiste Joachim Kühn, il forme depuis 2007 le trio Kalimba, qui réalise la rencontre du jazz européen et des musiques traditionnelles d'Afrique du Nord, et a publié trois albums sur le label ACT : Kalimba (2007), Out Of The Desert (2009) et Chalaba (2011).
Influencé à la fois par Max Roach et Tony Williams, et mêlant à ces origines jazz une profonde connaissance des traditions indienne et flamenca, Ramón López est un batteur foisonnant et inventif, extrêmement respecté dans le monde des musiques improvisées. Il mène en outre des projets artistiques pluridisciplinaires, notamment un projet avec le dessinateur Wozniak (Mama Africa) pour une improvisation simultanée à la batterie et au dessin, ou avec des chorégraphes.

## Sources
- Site officiel de Ramón López
- Citizen Jazz